# اچ‌دی ۲۲۲۱۰۹
اچ‌دی ۲۲۲۱۰۹ یک ستاره است که در صورت فلکی آندرومدا قرار دارد.